# آدم بيترسون
آدم بيترسون (بالسويدية: Adam Pettersson)‏ هو لاعب هوكي الجليد سويدي، ولد في 13 يناير 1992 في سكيلفتيا في السويد.

## وصلات خارجية
- آدم بيترسون على موقع EliteProspects.com (الإنجليزية)